# Alonso Neira Martínez
Alonso Neira Martínez (Bogotá, 27 de diciembre de 1913-31 de enero de 1990) fue un ceramista y escultor colombiano.

## Biografía
Su primer encuentro con la escultura fue a través de la cerámica. Ayudó a su padre Segundo Neira en la tienda de cerámica Etruria que funcionó entre 1890 y 1952.
Entró en la Escuela de Bellas Artes en Bogotá, donde estudió pintura y escultura con: Domingo Rodríguez, Gustavo Arcila Uribe, Domingo Moreno Otero, Carlos Reyes, Ramón Barba y Eugenio Zerda. En 1935 hace el monumento a la diosa Chía (Luna) en Chía (Cundinamarca), en colaboración con Martín A. Jiménez y Luis A. Sánchez. En 1936 finaliza los estudios de arte.
Entre 1938 y 1957 fue profesor en la Escuela de Bellas Artes en la Universidad Nacional de Colombia. Entre 1953 y 1964 fue profesor de pintura y gestión de proyectos en la Facultad de Arquitectura de la Universidad Nacional. En 1955 fue nombrado presidente de la Escuela de Bellas Artes de la Universidad Nacional de Colombia.
En  1940 participó en el 1º Salón de artistas colombianos con Jefe de un hombre, manufactura directa en madera, y Cabeza de Mujer, de cerámica.

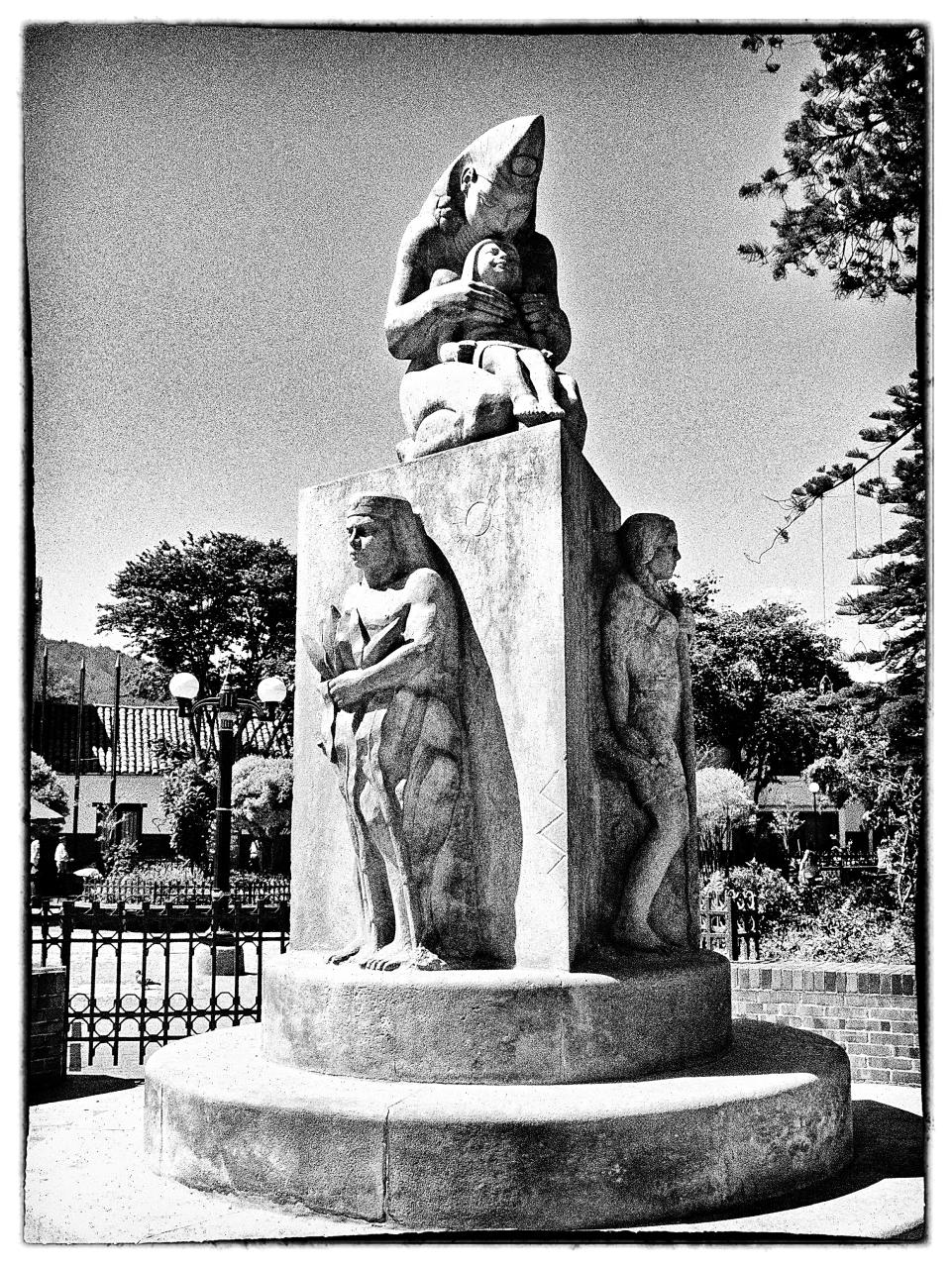
Escultura "Monumento a la Raza Chibcha", Diosa Chía parte Superior, Parque Principal Chía.

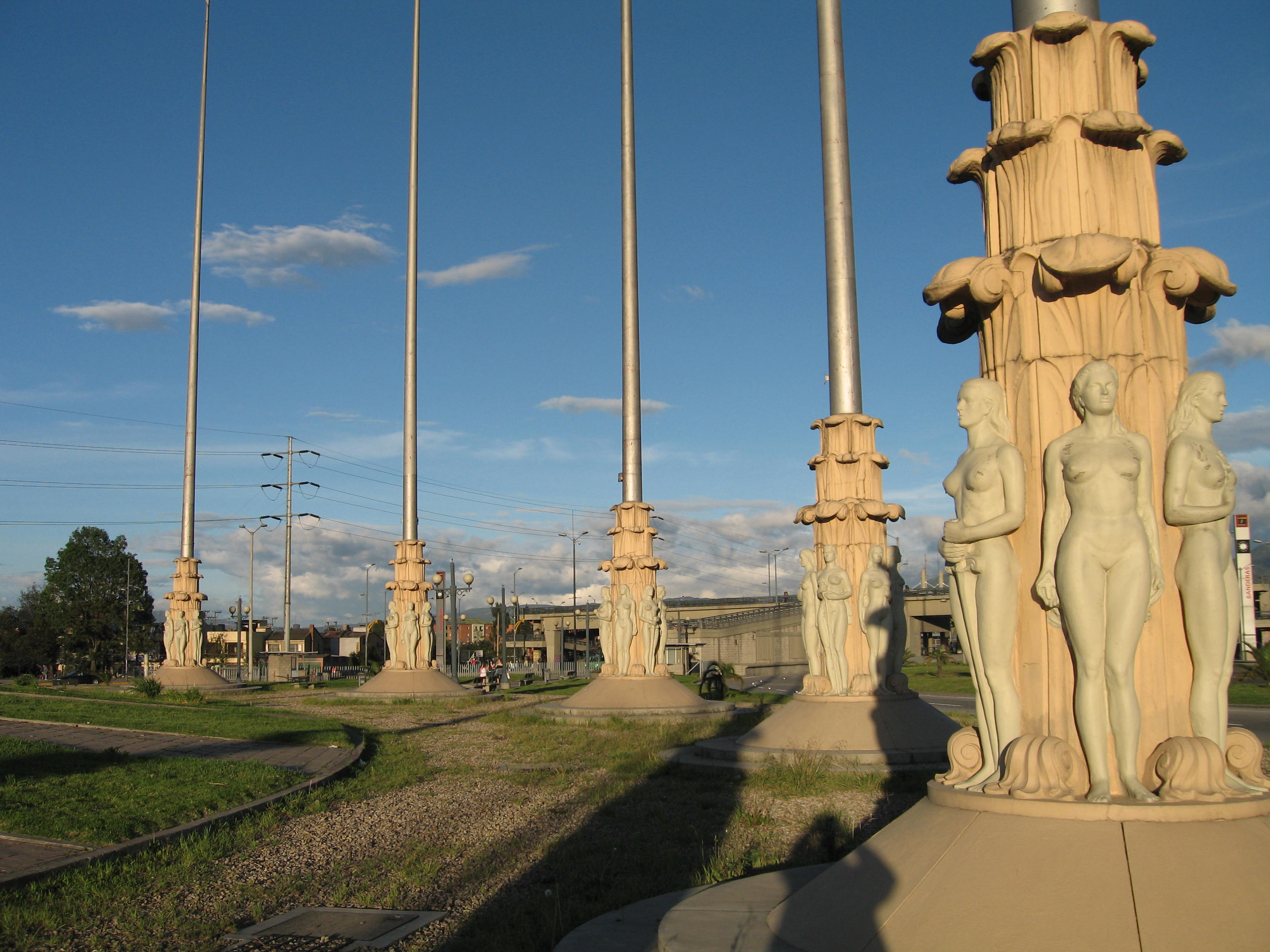
Monumento a las Banderas en la avenida de Las Américas, sector Kennedy, Bogotá.

En 1942 ganó el primer lugar en el III Salón de artistas colombianos con la escultura con La vida (Terracota) y Resto (Terracota). En 1944 participa en el V Salón de Artistas colombianos en el cual su obra Desnudo recibe una medalla de oro. En 1951 participa en el concurso internacional de afiches para los primeros juegos atléticos Pan-Americanos que tienen lugar en Caracas, Venezuela. Sus carteles son honrados con el primer premio siendo los iconos oficiales de estos juegos. El 7 de agosto de 1952 forma parte del «IX Salón de Artistas colombianos» con la escultura La Fuente (realizada en arcilla). El 20 de julio de 1953 toma parte en la exposición colectiva en conmemoración del «Grito de Independencia» con las esculturas:La Fuente y Desnudo.
Entre sus obras son de destacar:
- Monumento a la diosa Chía (1935)
- Monumento a las Banderas (1948)[3]
- Bolívar en caballo (1988), de la plaza central de Santa Rosa de Cabal

Risaralda, Colombia.